# Yuki & Nina
Yuki & Nina ist ein französisch-japanischer Film aus dem Jahr 2009. Regie führten Hippolyte Girardot und Nobuhiro Suwa. Der Film lief am 9. Dezember 2009 in den französischen Kinos an und wurde auf zahlreichen Filmfestivals gezeigt, unter anderem bei den Filmfestspielen von Cannes, den Festspielen von San Sebastián, der Viennale und dem São Paulo International Film Festival. Der deutsche Kinostart war am 16. Juni 2011.

## Handlung
Als Yuki erfährt, dass ihre Eltern sich trennen werden, bricht für die Neunjährige eine Welt zusammen. Ihr Vater ist Franzose, ihre Mutter Japanerin, und nach der Trennung soll sie ihre Mutter nach Japan begleiten. Für Yuki bedeutet das, Paris und alles, was ihr vertraut ist, zu verlassen. Vor allem aber, sich von Nina zu trennen, ihrer besten Freundin. Gemeinsam schmieden die beiden Pläne, um Yukis Eltern wieder zu versöhnen. Einfach wegzulaufen scheint am Ende die beste Lösung zu sein. So wird der Wald ihr Ziel, und dort verlässt Yuki selbst Nina, um im Wald alleine zu leben. Alleine streift sie im Wald herum. Der Wald öffnet sich, sie ist am Rand eines Dorfes – in Japan. Zwei Mädchen radeln vorbei und laden sie zum Spielen bei Großmutter ein. Nachdem sie gespielt haben, kehrt Yuki in den Wald zurück und trifft dort auf ihren Vater, der sie verzweifelt gesucht hat. – Yuki lebt inzwischen mit ihrer Mutter in Japan. Auf einer Autofahrt erkennt sie den Waldrand mit Großmutters Haus wieder. Sie geht in das Haus. Es ist verlassen. Inzwischen erkennt ihre Mutter den Ort ihrer Kindheit wieder. Sie führt Yuki an den nahen Fluss, wo sie früher gespielt hat. Beide verharren am Ufer des Flusses.

## Kritiken
„Yuki und Nina sind beste Freundinnen. Beide sind neun Jahre alt und leben in Paris. Am Anfang sieht man sie, wie sie zusammen von der Schule
zu Nina nach Hause kommen und reden. Vor allem Nina redet, viel und bestimmt. Yuki ist meist still. Eine Beobachterin mehr als eine Träumerin. Irgendein Geheimnis
scheint sie zu umwehen, und vielleicht ist es ihre Herkunft aus zwei Kulturen, die ihr ein Gefühl des Andersseins gibt. Vielleicht ist sie auch nur
einfach die stillere der beiden. ‚Je suis comme ça‘, wird sie später einmal sagen, als Nina sie fragt, warum sie immer so ängstlich sei.
Allmählich entspinnt sich die Geschichte einer allmählichen Emanzipation der Kinder, die keineswegs ein «Abschied von den Eltern»
ist, sondern eine Verteidigung der Kindheit. (…) Dann, als klar ist, dass Yuki wohl nach Japan übersiedeln muss, sieht man lauter letzte Tage.
«J’irais pas au Japon», sagt Yuki. Und die Mädchen hauen einfach ab. Zuerst sieht man sie sich in der Stadt bewegen, dann gehen sie in den Wald. Der ist
nicht französisch, nicht zivilisiert, sondern japanisch oder rousseauistisch: ein Ort der Geborgenheit, ein Zurück zur Natur.
Yuki & Nina ist eine Geschichte, ein Märchen fast, über Fremdheit und Grenzüberschreitung. Wenn der Film eine Moral hat, dann die, Kinder und
ihre Erfahrungen ernst zu nehmen, nicht zu verkindlichen, und die, dass Kinder sich trennen müssen von Eltern, auch um deretwillen.“

„[…] Außergewöhnlich an diesem Film ist die Eigenständigkeit, die den Kindern zugebilligt wird. Der Franzose Hippolyte Girardot und der Japaner Nobuhiro Suwa schildern nach eigenem Drehbuch mit großem Respekt und in leisen Tönen das Drama einer Kinderfreundschaft. Lange Kameraeinstellungen geben Zeit, sich in die Gedankenwelt der Träumerin Yuki hineinzuversetzen. Japanisch zurückhaltend geht sie mit ihrem Schmerz um. Dezent bleibt der Film auch sonst – mit Direkttonaufnahmen und nahezu ohne Filmmusik. […]“